# Lamidou
Pour les articles homonymes, voir Lamidou.
Lamidou est une ancienne commune française du département des Pyrénées-Atlantiques. Le 18 avril 1842, la commune fusionne avec Lay pour former la nouvelle commune de Lay-Lamidou.

## Géographie
Lamidou est situé à cinq kilomètres au sud-est de Navarrenx.

## Toponymie
Le toponyme Lamidou apparaît sous les formes 
Lamito (XIe siècle, d'après Pierre de Marca), 
Laymidoo (1376, montre militaire de Béarn), 
Lamidoo (1385, censier de Béarn) et 
Lamidon (1546, réformation de Béarn).

## Histoire
En 1385, Lamidou comptait huit feux et dépendait du bailliage de Navarrenx.

## Démographie
| 1793 | 1800 | 1806 | 1821 | 1831 | 1836 |
| ---- | ---- | ---- | ---- | ---- | ---- |
| 80   | 72   | -    | 87   | 92   | 111  |

## Pour approfondir